# ダンカン (ブリティッシュコロンビア州)
ダンカン（英: Duncan）は、カナダのブリティッシュコロンビア州カウチンバレー地域の都市。カウチンバレー地域の行政府がおかれている。カナダにおける市では最小面積である。
南にはビクトリア、北にはナナイモからそれぞれ45kmの距離にある。ダンカンの市域では人口約5,000人だが、カウチンバレー全体で約9万人の人口で、その中心地である。

## 歴史

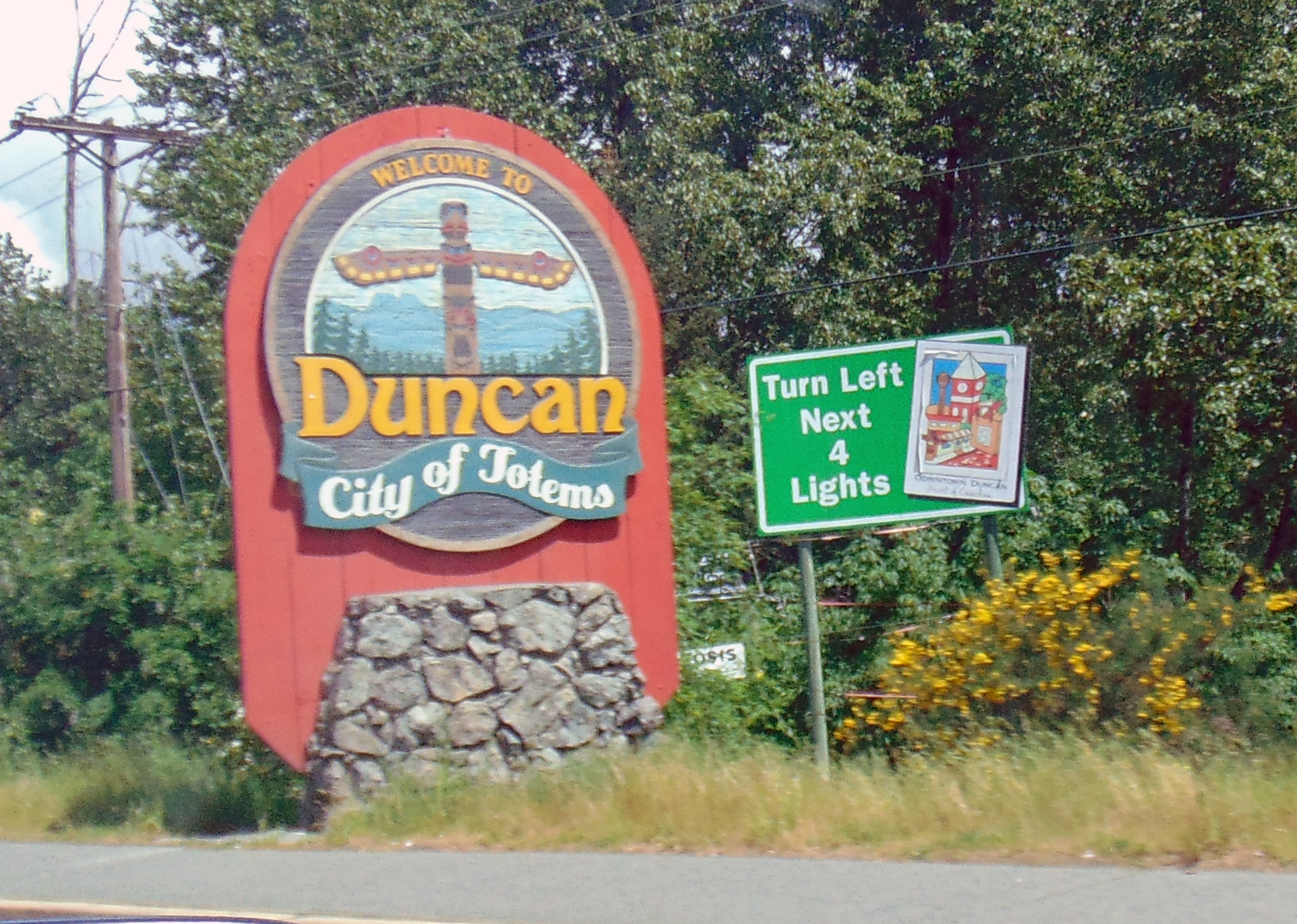
市のウェルカムサイン

この地名は、1862年に到着したジェームズ・ダグラス総督が率いた入植者のグループの一人であるウィリアム・チャーマー・ダンカン（William Chalmers Duncan）からつけられた。ゴールドラッシュの後、ダンカンはこの地域に入植し、最初の市長となった。
1900年代初頭にカウチンバレーでは中国系の人口が増加し、チャイナタウンが形成された。
1985年、成田空港手荷物爆発事件及びエア・インディア182便爆破事件の犯人はここダンカンの商店にて爆弾の材料と無線機を購入しており、カナダ安全情報局は犯行グループが犯行前にダンカン郊外の森林にて爆発テストを行っていたとしている。

## 文化
ダンカンはコースト・セイリッシュ族の最大の部族であるカウチン族の伝統的な土地であり、カウチン族の編む独特の幾何学模様の入ったカウチンセーターは世界的にも有名である。